# 青山隼
青山 隼（あおやま じゅん、1988年1月3日 - ）は、日本の俳優、歌手。6人組昭和歌謡&ポップスグループ SHOW-WAのメンバー。元サッカー選手。
宮城県仙台市出身、豊田大谷高等学校卒業。ジャパン・ミュージックエンターテインメント（イー・コンセプト）所属。伯母は女優の篠ひろ子。
サッカー現役時代のポジションはMF（ボランチ）。

## 来歴

### サッカー選手として
地元のFCみやぎバルセロナジュニアユースを経て、高校生年代では名古屋グランパスエイトU-18に所属。2006年、ユースからただ1人トップチームに昇格した。
14歳以下の年代から日本代表に選ばれ、AFC U-17選手権2004に出場したU-16日本代表ではキャプテンを務めた。2006年カタール国際親善大会(U-19)では予選リーグ3試合、準決勝、決勝の全5試合にフル出場し、日本代表の優勝に貢献した。2006年10月に開催されたAFCユース選手権2006にも日本代表として出場。2007 FIFA U-20ワールドカップにもU-20代表として選出。不動のボランチとして3試合にスタメンフル出場し、グループリーグ初戦のスコットランド戦では豪快なミドルシュートで3点目を決めた。労を惜しまない守備だけではなく、中盤の底で攻撃の基点としても貢献した。
しかし、名古屋では出場機会を殆ど得られず、2008年5月にJ2のセレッソ大阪へレンタル移籍。後半戦のC大阪で出場機会を得て、経験を積んだ。
2009年より、3年連続J2最下位を受け、積極的な補強をおこなっていた徳島ヴォルティスへレンタル移籍。徳島では、開幕戦にフル出場すると、第6節からはスタメンに定着。2009年8月1日の対愛媛FC戦（四国ダービー）でJ初ゴールを決めた。2010年からは徳島へ完全移籍した。
2011年より、浦和レッズに完全移籍。しかし、2012年に徳島に期限付きで復帰、2013年には完全移籍となった。2015年7月にシーズン途中での現役引退を表明、クラブと青山の双方合意の上で契約を解除した。
2018年7月には古巣である徳島ヴォルティスのレジェンドアンバサダーに就任し、同チームのPR活動に関わっている。

### 俳優・タレントとして
徳島ヴォルティスの熱狂的サポーターとして知られた俳優の大杉漣に憧れ、現役引退後「1回きりの人生。チャレンジしてみよう」と俳優に転身。サッカーのコーチのアルバイトで生活費を稼ぎつつ勉強を続け、ジャパン・ミュージックエンターテインメントに所属して2016年11月の舞台『RANPO chronicle 虚構のペルソナ』で初の舞台に立った。
28歳の時、初めてアルバイトをした。場所は中華料理屋。ある日、バイト前に携帯電話を見ていたら、「マンチェスター・ユナイテッドの香川真司、プレミアリーグでアジア人初のハットトリック」というニュースが目に飛び込んできたという。1個下の香川とは、FCみやぎバルセロナやアンダー世代の日本代表でもチームメイトだった。
2023年7月25日、6人組昭和歌謡&ポップスグループ「SHOW-WA」を結成。

## プレースタイル
本職はボランチ。ディフェンダーとしてもプレーできる。正確なロングパスと、恵まれたフィジカルを生かしたタイトな守備、攻撃参加からのミドルシュートが持ち味。

## 所属クラブ
ユース経歴
- 館キッカーズスポーツ少年団
- FCみやぎバルセロナジュニアユース
- 名古屋グランパスエイトU-18

プロ経歴
- 2006年 - 2009年  名古屋グランパスエイト / 名古屋グランパス
  - 2008年5月 - 同年12月  セレッソ大阪 (期限付き移籍)
  - 2009年  徳島ヴォルティス (期限付き移籍)
- 2010年  徳島ヴォルティス
- 2011年 - 2012年  浦和レッズ
  - 2012年   徳島ヴォルティス (期限付き移籍)
- 2013年 - 2015年7月  徳島ヴォルティス

## 個人成績
| 国内大会個人成績 | 国内大会個人成績 | 国内大会個人成績 | 国内大会個人成績 | 国内大会個人成績 | 国内大会個人成績 | 国内大会個人成績 | 国内大会個人成績 | 国内大会個人成績 | 国内大会個人成績 | 国内大会個人成績 | 国内大会個人成績 |
| 年度             | クラブ           | 背番号           | リーグ           | リーグ戦         | リーグ戦         | リーグ杯         | リーグ杯         | オープン杯       | オープン杯       | 期間通算         | 期間通算         |
| 年度             | クラブ           | 背番号           | リーグ           | 出場             | 得点             | 出場             | 得点             | 出場             | 得点             | 出場             | 得点             |
| 日本             | 日本             | 日本             | 日本             | リーグ戦         | リーグ戦         | リーグ杯         | リーグ杯         | 天皇杯           | 天皇杯           | 期間通算         | 期間通算         |
| ---------------- | ---------------- | ---------------- | ---------------- | ---------------- | ---------------- | ---------------- | ---------------- | ---------------- | ---------------- | ---------------- | ---------------- |
| 2006             | 名古屋           | 32               | J1               | 1                | 0                | 1                | 0                | 0                | 0                | 2                | 0                |
| 2007             | 名古屋           | 32               | J1               | 0                | 0                | 1                | 0                | 0                | 0                | 1                | 0                |
| 2008             | 名古屋           | 32               | J1               | 1                | 0                | 2                | 0                | -                | -                | 3                | 0                |
| 2008             | C大阪            | 28               | J2               | 14               | 0                | -                | -                | 0                | 0                | 14               | 0                |
| 2009             | 徳島             | 15               | J2               | 45               | 2                | -                | -                | 1                | 0                | 46               | 2                |
| 2010             | 徳島             | 15               | J2               | 18               | 0                | -                | -                | 0                | 0                | 18               | 0                |
| 2011             | 浦和             | 23               | J1               | 1                | 0                | 1                | 0                | 2                | 0                | 4                | 0                |
| 2012             | 徳島             | 8                | J2               | 16               | 1                | -                | -                | 2                | 0                | 18               | 1                |
| 2013             | 徳島             | 8                | J2               | 33               | 0                | -                | -                | 0                | 0                | 33               | 0                |
| 2014             | 徳島             | 8                | J1               | 4                | 0                | 4                | 0                | 2                | 0                | 10               | 0                |
| 2015             | 徳島             | 8                | J2               | 6                | 0                | -                | -                | -                | -                | 6                | 0                |
| 通算             | 日本             | 日本             | J1               | 7                | 0                | 9                | 0                | 4                | 0                | 20               | 0                |
| 通算             | 日本             | 日本             | J2               | 132              | 3                | -                | -                | 3                | 0                | 135              | 3                |
| 総通算           | 総通算           | 総通算           | 総通算           | 139              | 3                | 9                | 0                | 7                | 0                | 155              | 3                |

- Jリーグ初得点 - 2009年8月1日 J2 第31節 対愛媛FC戦 (鳴門大塚) 80分ゴール

## 代表歴
- U-16、U-17、U-18代表
  - AFC U-17選手権2004
- U-19、U-20代表
  - AFCユース選手権2006
  - 2007 FIFA U-20ワールドカップ

## 出演

### 舞台
- HYBRID PROJECT Vol.14 『RANPO chronicle 虚構のペルソナ』（2016年11月9日 - 13日、シアターサンモール）
- 演劇チーム渋谷ハチ公前 番外公演『ストックホルム』（2018年1月23日 - 28日、赤坂RED/THEATER）
- “STRAYDOG”Produce『竜二 〜お父さんの遺した映画〜』（2018年10月24日 - 28日、シアターグリーン BIG TREE THEATER）

### テレビドラマ
- 相棒 season15 第16話（2017年2月22日、テレビ朝日） - 向山真一 役
- 琥珀の夢（2018年10月5日、テレビ東京）
- 左ききのエレン 第1・2話（2019年10月20日 - 27日、MBS / 2019年10月22日 - 29日、TBS）
- ホームルーム（2020年1月24日 - 3月27日、MBS） - 奥地 役[16]
- アリバイ崩し承ります 第6話（2020年2月7日、テレビ朝日）
- 孤独のグルメ Season10 第5話（2022年11月5日、テレビ東京）- 常連客 役
- 心はロンリー気持ちは「…」FINAL（2024年4月27日、フジテレビ） - 轟木のかつての後輩刑事 役[17]

### 映画
- 新宿スワンII（2017年1月21日公開、ソニー・ピクチャーズ エンタテインメント）
- スマホを落としただけなのに（2018年11月2日公開、東宝）
- 恋する寄生虫（2021年11月12日公開、KADOKAWA） - 体育教師 役

### バラエティ番組
- 明石家さんまの転職DE天職7（2018年4月29日、日本テレビ）

### ラジオ
- 名古屋グランパス青山隼のアオジュン!
  - 2008年4月4日から東海ラジオ放送「Hit's Today」内で毎週金曜日の21時30分頃の10分間、ミニ番組のパーソナリティを務めた。ただし野球中継延長で番組が休止された場合は放送されず、Commuf@radio東海ラジオで毎週配信されるダイジェスト版を聴くことが出来た。同年5月からセレッソ大阪にレンタル移籍となった為、番組が終了。